# Фройденберг, Рудольф фон
Рудольф фон Фройденберг (нем. Rudolf von Freudenberg, 1851—1926) — генерал от инфантерии Германской имперской армии.

## Биография
Родился 19 августа 1851 года в королевстве Вюртемберг. В период Первой мировой войны последовательно командовал:
- с 4 февраля 1915 по 20 ноября 1916 — командир вновь сформированной 11-й дивизии ландвера; 6 августа 1915 эта дивизия осуществляла третий генеральный штурм Осовца с применением отравляющих газов.
- с 21 ноября 1916 по 15 сентября 1917 — штатный заместитель командующего 17-м резервным корпусом[нем.] (параллельно с прямыми командными обязанностями ниже)
- с 21 ноября 1916 по 3 августа 1918 — командир 93-й пехотной дивизии[нем.]; эта дивизия участвовала в оккупации Украины германскими войсками

Скончался 17 марта 1926 года в Баден-Бадене.

## Награды
- Орден Вюртембергской короны командорский крест (Королевство Вюртемберг)
- Орден Фридриха командорский крест 1-го класса (Королевство Вюртемберг)
- Орден Альбрехта командорский крест (Королевство Саксония)
- Орден Церингенского льва командорский крест (Великое герцогство Баден)
- Железный крест 2-го класса 1870 года (Королевство Пруссия)
- Дубовые листья к Железному Кресту 2-го класса 1870 года (Королевство Пруссия)
- Орден Короны 3-го класса (Королевство Пруссия)
- Орден Железной короны 1-го класса (Австро-Венгрия)
- Медаль «В память о войне 1870—1871» (Королевство Пруссия)
- Медаль «В память 100-летия кайзера Вильгельма I» (Королевство Пруссия)